# Curveulima macrophthalmica
Curveulima macrophthalmica är en snäckart som först beskrevs av Warén 1972.  Curveulima macrophthalmica ingår i släktet Curveulima, och familjen Eulimidae. Enligt den svenska rödlistan är arten otillräckligt studerad i Sverige. Arten förekommer i Götaland. Artens livsmiljö är havet.